# Nicola Maresca Donnorso
Nicola Maresca Donnorso, duc de Serracapriola (13 août 1790, Saint-Pétersbourg - 17 novembre 1870, Portici) est diplomate et homme politique italien qui fut premier ministre du royaume des Deux-Siciles.

## Biographie
Nicola Maresca Donnorso nait dans la capitale de l'Empire russe où son père était le ministre plénipotentiaire et l'ambassadeur napolitain pour le compte du roi Ferdinand IV de Bourbon. Il est le fils du diplomate napolitain Antonino Maresca Donnorso di Serracapriola (1750-1822) et de la princesse Anna Aleksandrovna Wiazemsky (1770-1840), héritière de la famille Wiazemsky. Il est également le petit-fils paternel du duc Nicola Maresca de Serracapriola et de Camilla Donnorso et le petit-fils maternel du prince Alexandre Viazemsky, procureur général de Russie, et de la princesse Elena Nikitična Trubeckaja.
Il commence sa carrière diplomatique en obtenant la charge d'ambassadeur du royaume des Deux-Siciles à Paris en 1840. Le 28 janvier 1848, il remplace Giuseppe Ceva Grimaldi Pisanelli dans son poste de premier ministre (plus exactement président du conseil des ministres) des Deux-Siciles. Il est également nommé ministre des Affaires étrangères de son propre gouvernement par le roi Ferdinand II. Maresca Donnorso conserve son poste jusqu'au 3 avril 1848 date à laquelle, à la suite des troubles causés par la révolution sicilienne de 1848, il est remplacé par l'historien Carlo Troja.
Il occupe ensuite la charge de vice-président de la Consulte du royaume jusqu'en 1860. Il est après pendant quelques mois dans les conseils de régence mais l'arrivée de Giuseppe Garibaldi et l'unification de l'Italie mettent fin à la carrière politique de Nicola Maresca Donnorso. Il se retire alors de la vie publique et meurt en 1870.

## Décorations
Chevalier de Grande-Croix de l'Ordre sacré et militaire constantinien de Saint-Georges.
 Chevalier de Grande-Croix de l'Ordre de Pie IX.
 Commandeur de l'ordre souverain de Malte.
 Chevalier de l'Ordre de Saint-Alexandre Nevski.
 Chevalier de l'Ordre national de la Légion d'honneur.

## Sources
- (it) Cet article est partiellement ou en totalité issu de l’article de Wikipédia en italien intitulé « Nicola Maresca Donnorso di Serracapriola » (voir la liste des auteurs).